# Pietro da Rimini

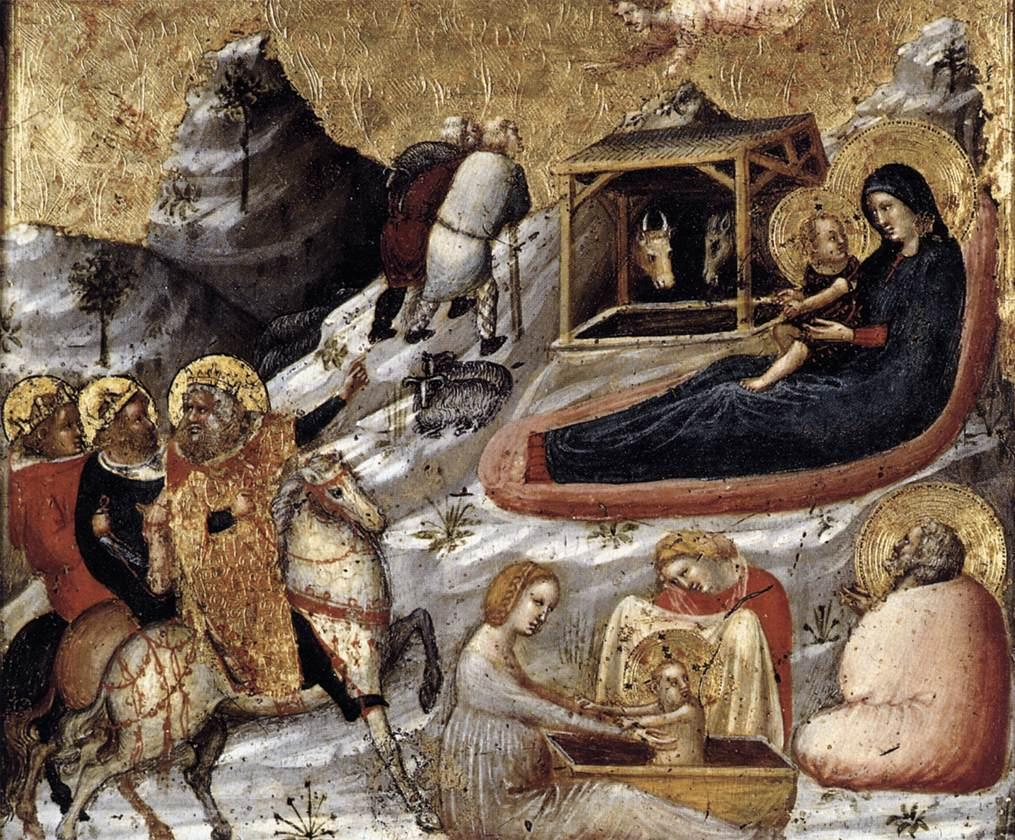
Nativitat i altres temes de la infantesa de Crist, Museu Nacional d'Art de Catalunya, Barcelona

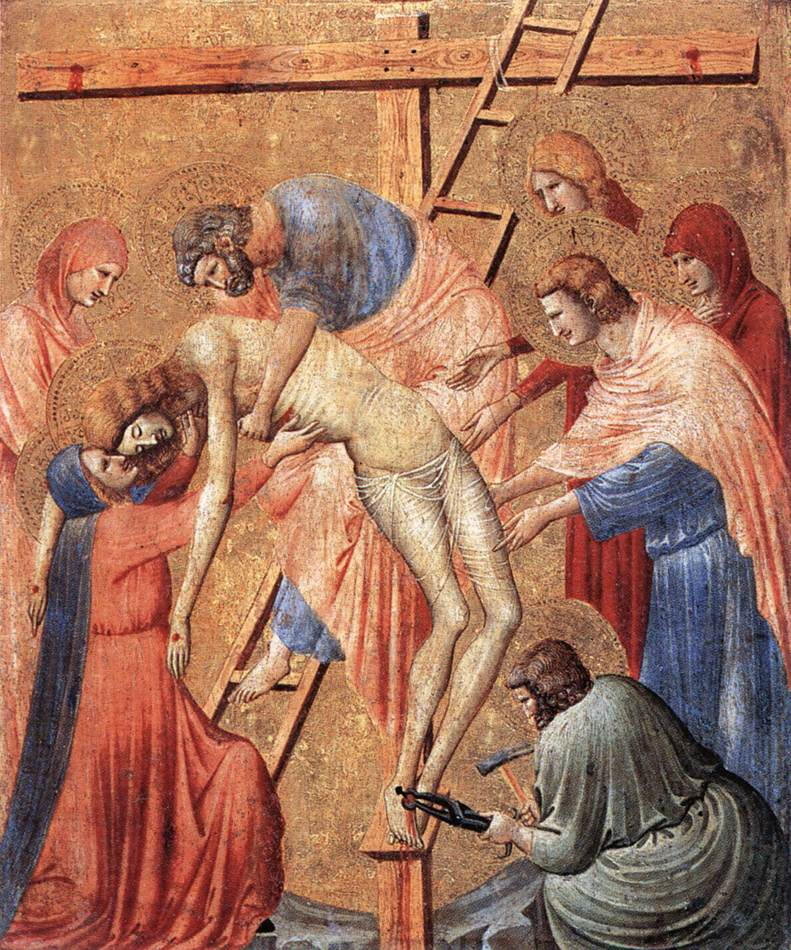
Davallament de la Creu, Louvre, París

Pietro da Rimini (floruit 1315-1335) fou un pintor gòtic italià de començaments del segle xiv.
Pietro va néixer a Rímini i era contemporani dels pintors Giovanni i Giuliano da Rímini. Va treballar principalment a Romanya i les Marques. Influït per l'estil de Giotto (qui hi havia treballat a Rímini cap al 1303), va probablement ser un membre del seu taller, tot i que això no ha estat confirmat. Va estar també influït per l'escola sienesa, i en particular per Pietro Lorenzetti.
Els treballs que li són atribuïts, malgrat algunes diferències notables dins estil, inclouen un Davallament de la Creu al Louvre els frescos a la Basílica de San Nicola da Tolentino i al refectori de l'abadia de Pomposa, així com un fresc de Sant Francesc a l'església de Montottone de 1333.
Va morir probablement després 1340.

## Pietro i altres mestres anònims Rimini
Les obres atribuïdes a Pietro da Rimini estan tan separades, geogràficament i estilísticament, que és difícil comparar El davallament del Louvre (encara amb un fons d'or, i amb una perspectiva tridimensional més pròxima potser a l'estil de Duccio i Cimabue que no al de Giotto) amb els frescos de la Basílica de Sant Nicolau de Tolentino (sovint atribuït a ell, a Giuliano da Rimini, a John Baronzio o un anònim Mestre de Tolentino) o amb les pintures del refetor de l'Abadia de Pomposa (atribuït a ell o un altre artista anònim), aquest últim amb un llenguatge de disseny més "modern".
A Pietro se li atribueix també la taula de la Madonna i el nen entronitzats amb àngels i sants de la col·lecció Longhi; el Crucifix de la galeria d'Urbino; un Crucifix de l'església de la col·legiata de Santarcangelo di Romagna (encara que recentment s'ha atribuït al Mestre de la Pomposa).
Un altre treball datat el 1333 és el fresc de Sant Francesc, a l'església del mateix nom a Montottone a les Marques.
 Un dels últims exemples del seu treball són algunes parts de la sèrie de frescos d'Històries de Crist del convent de l'església dels Ermitans, ara conservat als Museus Cívics de Pàdua.